# 칠곡 정도사지 오층석탑
칠곡 정도사지 오층석탑(漆谷 淨兜寺址 五層石塔)은 대구광역시 수성구, 국립대구박물관에 있는 고려시대의 석탑이다. 1963년 1월 21일 대한민국의 보물 제357호로 지정되었다.

## 개요
원래 경상북도 칠곡군 정도사터에 있었던 5층 석탑으로, 1924년에 경복궁으로 이전하였다가 1994년에 국립대구박물관으로 다시 옮겨 세워 놓았다.
기단(基壇)은 2단으로, 아래층 기단에는 각 면에 안상(眼象)을 3구씩 조각하였는데 무늬의 바닥선이 꽃모양처럼 솟아오르고 있다. 위층 기단에는 각 면 중앙에 기둥 모양을 새겼고 각 기단의 맨윗돌은 약간의 경사를 이루었으며, 윗돌 윗면에 1단의 괴임을 두었는데 특별한 예에 속한다. 탑신(塔身)은 몸돌과 지붕들이 각각 한 돌로 되어 있다. 1층 몸돌의 정면에는 자물쇠가 달린 문짝모양이 새겨져 있고, 2층 이상은 그 크기가 급격히 줄어들었다. 지붕돌은 너비가 좁고 두꺼우며 네 귀퉁이가 위로 들려 있어 고려시대 석탑의 특징을 보이고 있다. 지붕돌 밑면의 받침은 4단으로 줄었고 추녀 밑으로 낙수홈이 새겨져있다. 5층 지붕돌은 없어지고 몸돌 위에 머리장식받침인 노반(露盤)만 남아있다.
2층 이상의 몸돌은 체감율이 적고 지붕돌이 좁아 두꺼운 느낌을 주지만, 석탑 표면에 손상이 없고 안상의 조각 또한 깨끗하고 아름답게 조각되어 있다.

## 현지 안내문
이 석탑은 경상북도 칠곡군 약목면 복성리 정도사 터에 있던 것인데, 1924년 경복궁으로 이전했다가 1994년 국립대구박물관을 개관하면서 이곳으로 옮겨 세워졌다.
신라 석탑의 양식을 이은 고려 초의 석탑으로, 아래층 기단 각 면에는 안상을 세 구씩 조각하였는데 무늬의 바닥선이 꽃모양처럼 솟아오르고 있는 것은 고려적인 특징이다. 위층 기단 한 면에는 이 탑이 고려 현종 22년인 태평 11평(1031)에 국가의 안녕을 빌기 위하여 건립되었다는 명문이 음각되어 있다. 탑신은 몸돌과 지붕돌이 각각 한 돌로 되어 있다. 1층 몸돌 정면에는 자물쇠가 달린 문이 새겨져 있고, 5층 지붕돌은 남아있지 않으며 상륜부도 노반만 남아 있다.
탑 안에서는 형지기와 사리장치가 발견되었는데 형지기에는 이 탑의 이름과, 1019년부터 1031년에 걸쳐서 상주계 경산부에 속하였던 약목군의 향리와 백성들의 발원에 의하여 건립되었다는 내용이 전하고 있으며, 현재 국립대구박물관 미술실에 복제품이 전시되어 있다. 이 탑의 명문을 보존하기 위해 2001년 새로운 면석으로 교체하였다.

## 같이 보기
- 정도사지

## 참고 자료
- 칠곡 정도사지 오층석탑 - 국가유산청 국가유산포털
- 정도사지 오층석탑과 조성 형지기 - 한국향토문화전자대전